# Bistum Kerry
Das Bistum Kerry (ir.: Deoise Chiarraí, lat.: Dioecesis Kerriensis) ist eine in Irland gelegene römisch-katholische Diözese mit Sitz in Killarney.

## Geschichte

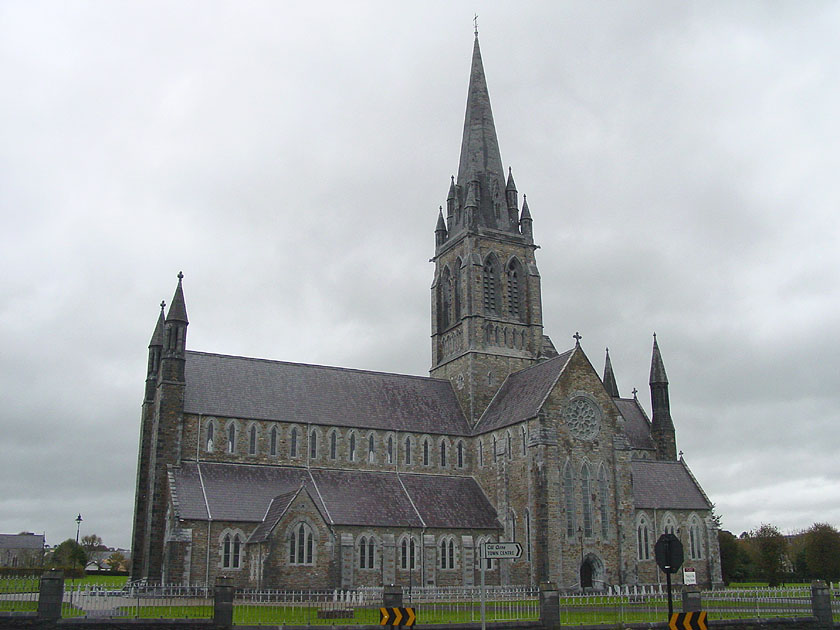
Marienkathedrale von Killarney

Das Bistum Ardfert bestand wahrscheinlich schon seit dem 6. Jahrhundert und umfasste in seiner ursprünglichen Ausdehnung den nördlichen Teil des County Kerry. Schon vor der Synode von Rathbreasail 1111 wurde das Bistum Aghadoe inkorporiert, so dass sich die Diözese über das ganze County Kerry ausdehnte. Daher wird sie seit 1152, seit der Synode von Kells, als Bistum Kerry bezeichnet und dem Erzbistum Cashel als Suffraganbistum unterstellt. Als 1536 im Bistum die englische Reformation durch die Ernennung eines anglikanischen Bischofs durchgeführt wurde, wechselten nur zwei Priester zur römisch-katholischen Kirche. 1661 wurde das anglikanische Bistum Ardfert mit dem Bistum Limerick vereint. Die römisch-katholische Zuständigkeit für Ardfert ging etwa zur gleichen Zeit auf das Bistum Kerry und Aghadoe über. Am 20. Dezember 1952 wurde das Bistum Kerry (o Ardfert) und Aghadoe in Bistum Kerry umbenannt.

Die Ruine der Kathedrale in Ardfert